# Rumänien i olympiska sommarspelen 1960
Rumänien deltog med 98 deltagare vid de olympiska sommarspelen 1960 i Rom.Totalt vann de tre guldmedaljer, en silvermedalj och sex bronsmedaljer.

## Medaljer

### Guld
- Iolanda Balaș - Friidrott, höjdhopp.
- Ion Dumitrescu - Skytte.
- Dumitru Pârvulescu - Brottning, grekisk-romersk stil, flugvikt.

### Silver
- Ion Cernea - Brottning, grekisk-romersk stil, bantamvikt.

### Brons
- Lia Manoliu - Friidrott, diskuskastning.
- Ion Taranu - Brottning, grekisk-romersk stil, mellanvikt.
- Ion Monea- Boxning, mellanvikt.
- Leon Rotman - Kanotsport, C-1 1000 meter.
- Maria Vicol - Fäktning, florett.
- Atanasia Ionescu, Sonia Iovan, Elena Leuşteanu, Emilia Vătăşoiu-Liţă, Elena Niculescu och Uta Poreceanu - Gymnastik, mångkamp.